# Viereckstein
Der Viereckstein ist ein Berg in Namibia mit einer Höhe von 1909 m. Der Berg liegt in den Erosbergen, rund 4 km östlich von Avis, Windhoek.